# Мисаки, Кадзуо
Кадзуо Мисаки (яп. 三崎 和雄 Мисаки Кадзуо, ромадзи Misaki Kazuo; род. 25 апреля 1976 г. в городе Омигава, префектура Тиба) — японский профессиональный боец смешанного стиля и дзюдоист. Известен выступлениями в Pancrase, Pride Fighting Championships, Sengoku и победами над такими бойцами как Дэн Хэндерсон, Фил Барони и Кадзухиро Накамура. Мисаки был неоднократным претендентом на титулы Pancrase и Sengoku, а в Pride он выиграл Гран-при 2006 года в полусреднем весе.
Кадзуо Мисаки является прототипом персонажа компьютерной игры от Electronic Arts.

## Спортивная карьера

### Титулы и достижения
- Pancrase
  - претендент на титул чемпиона в среднем весе (2004)
- Pride Fighting Championships
  - победитель Гран-при в полусреднем весе (2006)
- Sengoku
  - дважды претендент на титул чемпиона в среднем весе (2009, 2010)
- Sherdog
  - Бой 2010 года (против Хорхе Сантьяго)[2]